# Twins (Knock Out)
《Twins (Knock Out)》는 대한민국의 그룹 슈퍼주니어의 1집《Super Junior05》의 타이틀 곡이다.